# Segell de la Samoa Nord-americana
Al segell de la Samoa Nord-americana apareixen representats en la seva part central hi apareix un fue (un matamosques tradicional) i un To'oto'o (un bastó cerimonial). Aquests elements són dos símbols autòctons: el matamosques representa la saviesa i el bastó l'autoritat. Sota el matamosques i el bastó hi figura el Tanoa que és un bol usat en les cerimònies tradicionals d'aquestes illes que simbolitza el servei al cap del poblat.
El fons del segell reprodueix una tela tradicional coneguda com a siapo (o 'tela tapa'). A la part superior del segell de Samoa Nord-americana apareixen la denominació, en anglès, d'aquest segell ("Seal of American Samoa") i la data de la cessió de Tutuila als Estats Units: ("17 April 1900": 17 d'abril de 1900). A la part inferior del segell pot llegir-se el lema: «Samoa ia muamua li Atua» ('Samoa, Déu és el primer').